# 蘭開斯特 (加利福尼亞州)
蘭開斯特（Lancaster, California）是美國加利福尼亞州洛杉磯縣北部的一個城市。面積243.9平方公里，2020年人口173,516人。蘭開斯特離洛杉磯大約70英里（110公里）。

## 流行文化
蘭開斯特的二松教堂（Two Pines Church）是2003年電影《標殺令》中許多場景的取景地。